# Il segreto dello Sparviero Nero
Il segreto dello Sparviero Nero è un film del 1961 diretto da Domenico Paolella.